# Сембай Тимотей
Тимотей Сембай (14 листопада 1884, с. Городилів, нині Львівська область — 2 березня 1963, м. Львів) — український релігійний діяч. Батько Сидора Сембая та Оксани Сембай-Галицької. 

## Життєпис
Тимотей Сембай народився 14 листопада 1884 року в селі Городилові, нині Золочівської громади Золочівського району Львівської области України.
Закінчив Золочівську гімназію, Львівський університет. 
1909 року рукоположений в сан священика Андреєм Шептицьким. Душпастир у м. Тернопіль, катехит у школах, гімназіях та вчительській семінарії.
Під час Першої світової війни — капелан в УГА.
У Тернополі: 1920-і викладав релігію в українській державній гімназії, 1926—1930 — у гімназії «Рідна школа», 1941—1944 — катехит української державної гімназії, сприяв відновленню діяльності гімназійної бурси. Член міської управи, правління «Української бурси» і «Захоронки», організатор «академічних вечорів» — 
богословських читань.
1944 виїхав до м. Сянок (нині
Санок, Польща), де був адміністратором місцевої парафії. У м.
Львів — робітник на склозаводі, бухгалтер бібліотеки.
Помер 2 березня 1963 року у Львові. Похований на Микулинецькому цвинтарі м. Тернополя.